# Krishnasamy Kesavapany
Krishnasamy Kesavapany (* 1936) ist ein Diplomat Singapurs.

## Leben
Kesavapany besitzt einen Abschluss der Universität Malaya und der SOAS University of London. Er war Hochkommissar Singapurs in Malaysia von 1997 bis 2002. Er arbeitete über dreißig Jahre für den Auswärtigen Dienst Singapurs und war in dieser Zeit unter anderem Ständiger Vertreter Singapurs bei den Vereinten Nationen in Genf und der Welthandelsorganisation. Er war auch Botschafter in der Türkei und Italien. Im Jahr 1995 wurde er zum ersten Vorsitzenden des Allgemeinen Rates der neu gegründeten Welthandelsorganisation gewählt.